# Raphinae
Famille
La sous-famille des Raphinae (famille des Columbidae, anciennement famille des Raphidae), aujourd'hui éteinte, était endémique des Mascareignes et comprenait deux genres et deux espèces d'oiseaux.

## Systématique

### Taxonomie
Les membres de cette sous-famille ont longtemps été considérés comme une famille à part, les Raphidae, mais les analyses ostéologiques et génétiques suggèrent qu'ils seraient mieux traités comme une sous-famille des Columbidae, les Raphinae,.

### Liste des genres et espèces
- Raphus † Brisson, 1760
  - Dodo ou Dronte de Maurice — Raphus cucullatus† (Linnaeus, 1758)
- Pezophaps † (f.) Strickland, 1848
  - Dronte de Rodriguez — Pezophaps solitaria† (Gmelin, 1789)

L'Ibis de la Réunion, anciennement Dronte de la Réunion, a longtemps été considérée comme appartenant au genre Raphus, notamment en raison de la représentation de celui-ci comme semblable à celle du dodo. Il est maintenant couramment accepté qu'il s'agit en réalité d'un ibis du genre Threskiornis,.

### Phylogénie
La comparaison des séquences mitochondriales du cytochrome b et de l'ARNr 12S isolées d'un tarse de dodo et d'un fémur de Dronte de Rodrigues a confirmé leur étroite relation et leur placement au sein de la famille des pigeons et des colombes Columbidae.